# Цітовський Юхим Григорович
Юхим Григорович Цітовський (22 жовтня 1920, Конотоп — 1 листопада 1994, Львів) — учасник німецько-радянської війни, командир батальйону 216-го гвардійського стрілецького полку 79-ї гвардійської Запорізької Червонопрапорної орденів Суворова та Богдана Хмельницького стрілецької дивізії 8-ї гвардійської армії 1-го Білоруського фронту, Герой Радянського Союзу, гвардії капітан.

## Біографія
Народився в сім'ї службовця. Єврей. Член КПРС з 1942 року. Закінчив 10 класів. В РСЧА з 1938 року. Закінчив полкову школу.
На фронтах німецько-радянської війни з серпня 1942 року. 21—26.7.1944 року брав участь у ліквідації люблінської угруповання противника. 1 серпня 1944 року батальйон форсував р. Вісла, захопив і утримував плацдарм поблизу Маґнушев (Польща), забезпечуючи переправу підрозділів полку. Звання Героя Радянського Союзу присвоєно 24 березня 1945 року.
З 1946 року — в запасі. Працював директором заготівельної фабрики Львівського тресту їдалень. У 1963 року закінчив Львівський інститут радянської торгівлі. Мешкав та похований у Львові.

## Нагороди
Указом Президії Верховної Ради СРСР від 24 березня 1945 року за вміле керівництво підрозділами, мужність і відвагу, проявлені при форсуванні Вісли, гвардії капітанові Юхиму Григоровичу Цітовскому присвоєно звання Героя Радянського Союзу з врученням ордена Леніна і медалі «Золота Зірка» (№ 5168).
Нагороджений орденами Леніна, Червоного Прапора, Олександра Невського, Вітчизняної війни 1-го ступеня, 2 орденами Червоної Зірки, медалями. Його активна робота з виховання молодого покоління відзначена почесним знаком ЦК ВЛКСМ і ВЦРПС «Наставник молоді».